# Sociedades mercantiles en México
Las sociedades mercantiles en México son aquellas cuyo fin en el país es una actividad comercial, mientras que las sociedades civiles son un contrato que se concreta en la voluntad de los socios de obligarse a combinar sus esfuerzos o recursos para la realización de un fin común de carácter preponderantemente económico, pero que no constituya una especulación mercantil. Las sociedades pueden definirse como los entes a los que la ley reconoce como una personalidad jurídica propia y distinta de sus miembros, y que, contando también con patrimonio propio, canalizan sus esfuerzos según el marco legal establecido a la realización de una finalidad lucrativa que es común, con vocación tal que los beneficios que de las actividades realizadas resulten solamente serán percibidos por los socios.
Una sociedad mercantil que hay entre dos o más personas para la realización de un fin común mediante la aportación de capital de dinero o en especie y con personalidad jurídica distinta a la de los miembros que la integran y con derechos y obligaciones definidas en su actuación.

## Historiografía
El estudio de las sociedades mercantiles en México es importante ya que teniendo el conocimiento de los derechos y obligaciones que la legislación mexicana en materia de sociedades mercantiles ofrece, es más fácil dirigir y orientar una empresa en México. El antiguo derecho no conoció la sociedad mercantil con personalidad jurídica, la que es creación del mundo moderno.
Por lo que a México se refiere, en las Ordenanzas de Bilbao sólo se regulaban las sociedades colectivas y las comanditas. En el Código Lares (1854) se incluyó la sociedad anónima. Ahora bien, se podría resumir en tres grandes etapas económicas el desarrollo de las sociedades mercantiles, a saber:
- etapa comercial: aparece la sociedad de personas en forma rudimentaria formada en su mayoría por familiares;
- etapa industrial: aparecen las sociedades de capitales;
- etapa financiera: destaca la sociedad de capitales, especialmente la sociedad anónima.[2]

En el artículo tercero del Código de Comercio de 1889, todavía vigente, se reconoce la calidad de comerciante a las sociedades mercantiles. En este mismo código se añadió a las ya mencionadas: la sociedad en comandita por acciones. El 28 de junio de 1934 se emitió la Ley General de Sociedades Mercantiles (LGSM) que derogó las disposiciones que sobre la materia regulaba el Código de Comercio. Esta incluyó a la Sociedad de Responsabilidad Limitada.

## Concepto
Sociedad mercantil es un sujeto de derecho dotado de una personalidad jurídica distinta de las personas físicas que la forman. De la misma manera que las personas naturales (físicas), las sociedades o entes colectivos (personas morales), tienen una personalidad jurídica que se identifica al considerarse como sujetos de derechos y deberes.
Así, podemos decir que Sociedad Mercantil es el acuerdo que hay entre dos o más personas para la realización de un fin común mediante la aportación de capital en dinero o en especie y según el marco legal establecido, con personalidad jurídica distinta a la de los miembros que la integran y con derechos y obligaciones definidas en su actuación.
Las personas que se unen para conformar una Sociedad Mercantil pueden ser:
- personas físicas;
- personas morales;
- personas físicas y morales.

La persona física también llamada persona natural, es todo hombre o mujer con capacidad de goce y de ejercicio.
La persona moral es una entidad formada por dos o más personas físicas, para la realización de los fines colectivos, a la que el derecho reconoce capacidad para tener derechos y obligaciones.
Las sociedades mercantiles son las que la Ley General de Sociedades Mercantiles reconoce en su artículo 1º., fracción I a VI. En su artículo 2º., primer párrafo, la mencionada ley dice: “Las sociedades mercantiles inscritas en el registro Público de comercio tienen personalidad jurídica distintas de las de los socios…”.
Para que una sociedad se considere mercantil, independientemente de la actividad o fin que persiga, deberá constituirse cumpliendo con todos y cada uno de los requisitos que establece la Ley de General Sociedades Mercantiles. Con el objeto de que puedan compensar pérdidas o bien hacer frente a oscilaciones de su valores, la ley establece que las sociedades deberán separar el 5 por ciento de sus utilidades repartibles de cada ejercicio social hasta alcanzar la quinta parte del capital social y así integrar el fondo de reserva que puede ser legal o bien estatutaria y aun voluntaria en los casos que así determinen los socios.
Las personas físicas o morales que se unen para formar la sociedad deberán aportar: efectivo, especie, conocimientos, trabajo o la combinación de lo anterior, buscando un fin lícito y preponderadamente económico. Las personas que integran una sociedad mercantil, están obligadas mutuamente a darse cuenta de todas y cada una de las operaciones que realice la misma, dentro de los ejercicios sociales. El ejercicio social coincidirá con el año de calendario (del 1 de enero al 31 de diciembre); salvo el primer ejercicio social, cuando la sociedad se constituya después del día primero de enero, en cuyo caso, se inclinara en la fecha de su constitución y concluirá el 31 de diciembre del mismo año.

### Elementos
En las sociedades mercantiles hay tres elementos fundamentales: los personales, los patrimoniales y los formales:
- Elemento personal: Está constituido por los socios, personas que aportan y reúnen sus esfuerzos (bienes, capitales o trabajos).
- Elemento patrimonial: Está formado por el conjunto de bienes que se aportan para formar el capital social, los bienes, trabajo, etc.
- Elemento formal: Es el conjunto de reglas relativas a la forma o solemnidad de que se debe revestir al contrato que da origen a la sociedad como una individualidad de derecho.

## Clasificación de las Sociedades Mercantiles
Rafael de Pina Vara define a las reservas como aquellas inmovilizaciones de las utilidades impuestas por la ley  (reservas legales) o por los estatutos de las sociedades (reservas estatutarias) o que eventualmente acuerden los socios (reservas voluntarias o eventuales), para asegurar la estabilidad del capital social frente a las oscilaciones de valores o frente a las pérdidas que pueden producirse en algún ejercicio.[cita requerida] Las sociedades mercantiles pueden clasificarse desde diversos puntos de vista:

### Atendiendo a la doctrina Jurídica
a)	 Sociedades personalistas: “Aquellas en la cual, de los cuatro elementos de la sociedad (personal, patrimonial objetó social y forma externa) el principal lo constituye el personal, es decir, los terceros que contratan con la sociedad, les interesa la personalidad, honradez, prestigio, etc., de los socios, tal es el caso, por ejemplo de la sociedad de nombre colectivo”.
b)	 Sociedades capitalistas: “Son aquellas en donde el principal elemento de la sociedad es el patrimonial, es decir, los terceros que contratan con la sociedad, pondrán especial interés en el monto del capital por ejemplo es el caso de la sociedad anónima”.
c)	 Sociedades mixtas: “Aquellas en las cuales tanto el elemento personal, como el elemento patrimonial están en primer término, pasando a segundo termino los demás elementos sociales, por ejemplo en el caso de la sociedad en comandita por acciones”.

### Atendiendo a su forma de constitución
a)	 Sociedades regulares o de derecho: “Son aquellas que en el acto de constitución se han hecho constar en escritura publica e inscritas en el registro Público de comercio; es  decir, en el acto de constitución han cumplido con los requisitos que marca la ley”.
b)	 Sociedades irregulares o de hecho: “aquellas que en el acto de constitución no se haya hecho constar en escritura pública y aquellas otras en que dicha escritura, no haya sido inscrita en el registro público de comercio, es decir, sociedades que se han creado y funcionan sin cumplir con todos los requisitos que marca la ley”.

### Atendiendo a la responsabilidad de los socios
a)	 Sociedades de responsabilidad limitada: “Aquellas en donde los socios responden de las obligaciones sociales hasta por el monto de sus aportaciones, tal es el caso, por ejemplo, de la sociedad de responsabilidad limitada, sociedad anónima, etc.
b)	 Sociedades de responsabilidad ilimitada: “Aquellas en la cual, los socios responden de las obligaciones sociales hasta con su patrimonio personal, por ejemplo sociedad en nombre colectivo”.
c)	 Sociedades de responsabilidad mixta: “Aquellas en los cuales uno a más socios responden de las obligaciones sociales limitadamente, y otro u otros socios responden ilimitadamente, por ejemplo la sociedad en comandita simple”.

### Atendiendo a la variabilidad del capital social
a)	 Sociedad de capital fijo:  “Aquellas en la cual para aumentar o reducir el importe del capital social, es necesario, en términos generales, cumplir con los siguientes requisitos:
- Celebrar asamblea extraordinaria.

- Levantar acta de asamblea extraordinaria correspondiente.

- Protocolizar el acta.

- Inscribir el acta en el registro público de comercio”.

b)	 Sociedad de capital variable : “Aquellas en la cual pueden aumentar y reducir el importe del capital social, sin cumplir con los requisitos anteriores, siempre y cuando el aumento no sobrepase al capital autorizado (limite inferior), pues de lo contrario deberán cumplir con los requisitos de las sociedades de capital fijo”.
En la República Mexicana, la sociedad cooperativa siempre será de capital variable, pudiendo ser de capital fijo o variable las siguientes:
A.  Sociedad en nombre colectivo.
B.	Sociedad en comandita simple.
C.	Sociedad de responsabilidad limitada.
D.	Sociedad anónima.
E.	Sociedad en comandita por acciones.

### Atendiendo a su nacionalidad
a)	 Sociedades mexicanas: “Aquellas que se constituyen:
- De acuerdo con la ley de sociedades mercantiles, y

- Establecen su domicilio dentro de la república mexicana”.

b)	 Sociedades  extranjeras: “Aquellas que no tienen los requisitos anteriores, es decir, sociedades constituidas en un determinado país, conformen a sus leyes con domicilio legal en el mismo, en relación con los demás países”.

### Atendiendo al predominio de los elementos
- Sociedades de personas: Son las sociedades en las cuales predomina el elemento personal. Son las sociedades en nombre colectivo y en comandita.
- Sociedades intermedias: En estas sociedades no está muy claro el elemento predominante. Son la sociedad de responsabilidad limitada y la comandita por acciones..
- Sociedades capitalistas: En estas sociedades domina el capital social. En esta clasificación se incluyen las sociedades anónimas y las cooperativas.

Según el origen de capital, pueden llamarse: capitativas y capitalarias; esta última está determinada si el capital supera a 100, la sociedad se denomina como el total de todo, cada una de estas son únicas.

### Atendiendo a la Ley General de Sociedades Mercantiles[8]
- Sociedad en Nombre Colectivo
- Sociedad en Comanda Simple
- Sociedad de Responsabililidad Limitada
- Sociedad Anónima
- Sociedad en Comandita por Acciones
- Sociedad Cooperativa.[9]

## Proceso constitutivo de una sociedad mercantil
La Constitución es el acto por medio del cual una sociedad mercantil adquiere personalidad jurídica. Castrillón señala que en este acto jurídico sobresalen dos aspectos de cuyo cumplimiento depende la regularidad de la sociedad: a) La constitución ante fedatario público y b) su inscripción en el Registro Público del derecho habiente. Otro aspecto importante, que es un requisito para la inscripción del Registro Público de Comercio, es la autorización del Estado por parte de la Secretaría de Economía. Las sociedades que carezcan de los requisitos mencionados son conocidas como sociedades irregulares. El proceso constitutivo de una sociedad mercantil, podemos resumirlo en los siguientes pasos:
1. Formular un proyecto del contrato social.
2. Solicitar permiso para la constitución de la sociedad, ante la Secretaría de Relaciones Exteriores.
3. Obtener el permiso enunciado en el punto anterior.
4. Acudir al notario público y conjuntamente, confeccionar el contrato social definitivo.
5. Protocolizar ante el notario público el contrato social.
6. El notario público registra e inscribe el contrato social en el registro público de comercio.
Los permisos que otorga la Secretaria de Relaciones Exteriores para la constitución de las sociedades mercantiles, con apoyo al decreto del 29 de junio de 1944, a la Ley Orgánica de la fracción I del artículo 27º constitucional, pueden ser de tres clases: 
1. Sociedad con cláusula de exclusión de extranjeros.- Que autoriza el artículo 8º del reglamento citado, que lleva la siguiente estipulación: “ninguna persona extranjera física o moral, podrá tener participación social alguna o ser propietaria de acciones de la sociedad. Si por algún motivo algunas de las personas mencionadas anteriormente, por cualquier motivo o evento llegare a adquirir una participación social o ser propietario de una o más acciones, contraviniendo así, a lo establecido en el párrafo anterior, se conviene desde ahora en que dicha adquisición será nula y por lo tanto cancelada, y sin ningún valor la participación social de que se trata y los títulos que la representan teniéndose por reducido el capital social en una cantidad igual al valor de la participación cancelada”.
Este tipo de sociedad mercantil no necesita permiso de la Secretaría de Relaciones Exteriores, para celebrar contratos con cualquier dependencia del gobierno, pudiendo sus Acciones ser al portador.
2. Sociedad con el 51% obligatorio de socios mexicanos.- Esta sociedad considerada mexicana para los efectos de las normas de la Comisión Nacional de Inversiones Extranjeras, debiéndose insertar en la escritura constitutiva, la siguiente estipulación: “todo extranjero, que en el acto de la constitución o en cualquier tiempo ulterior, adquiera un interés o participación social en la sociedad, se considerará por ese simple hecho como mexicano respecto de uno y otra, y se entenderá que convienen en no invocar la protección de su gobierno, bajo la pena, en caso de faltar a su convenio, de perder dicho interés o participación social en beneficio de la nación mexicana”.
Además de lo anterior, se hará constar, que el capital social deberá estar suscrito por mexicanos en un 51% y el 49% restante, podrá ser adquirido por personas físicas, morales o unidades económicas extranjeras, o por empresas mexicanas en que participe mayoritariamente el capital extranjero, siempre que no tenga facultad de determinar el manejo de esta sociedad. Cuando el capital este representado por títulos al portador, no podrán ser adquiridos por extranjeros sin la aprobación previa de la Comisión Nacional de Inversiones Extranjeras y en este caso, se convertirán en nominativos.
3. Sociedad con cláusula de libre admisión de extranjeros.- “Que autoriza el artículo 2º del reglamento citado anteriormente”. Estas sociedades mexicanas, deberán insertar en la escritura constitutiva la misma estipulación citada en el punto 2 que dice “todo extranjero, que en le acto de la constitución o en cualquier tiempo ulterior, adquiera un interés o participación social en la sociedad se considerara por este simple hecho…..”

## Cláusulas de la escritura constitutiva
En la escritura constitutiva, que como vimos deberá ser realizada ante notario o corredor público, la ley marca, en su artículo sexto, que deberán contener ciertas cláusulas, las cuales la doctrina ha clasificado de la siguiente forma: esenciales, naturales y accidentales.
El artículo 1839 del código civil para el Distrito Federal a la letra nos dice : "los contratantes pueden poner las cláusulas que crean convenientes pero las que se refieran a requisitos esenciales del contrato, o sean consecuencia de su naturaleza ordinaria, se tendrán por puestas aunque no expresen, a no ser que las segundas sean renunciadas en los casos y términos permitidos por la ley"

### Cláusulas esenciales
La ley dice que las cláusulas esenciales se consideran puestas aunque no se expresen, disposición que no es correcta, porque por ejemplo en el caso de la compraventa el precio y el bien objeto del contrato hay que especificarlos en forma correcta. 
Estas cláusulas son irrenunciables pues su falta provoca la imposibilidad jurídica del nacimiento del contrato.
Las cláusulas esenciales son las mencionadas en las primeras siete fracciones del artículo sexto de la Ley General de Sociedades Mercantiles en México, a saber:
- I.-Los nombres, nacionalidad y domicilio de las personas físicas o morales que constituyan la sociedad;
- II.-El objeto de la sociedad;
- III.-Su razón social o denominación;
- IV.-Su duración;
- V.-El importe del capital social;
- VI.-La expresión de lo que cada socio aporte en dinero o en otros bienes; el valor atribuido a éstos y el criterio seguido para su valorización. Cuando el capital sea variable, así se expresará indicándose el mínimo que se fije;
- VII.-El domicilio de la sociedad.

### Cláusulas naturales
La ley considera implícitas en los contratos una serie de cláusulas derivadas de normas que se aplican supletoriamente porque dependen de su tipo o naturaleza. 
Son supletorias las que se pueden renunciar o cambiar siempre y cuando la renuncia se haga en términos claros, precisos y no vaya en contra de las leyes de orden público y de las buenas costumbres. ( arte. 6 y 7 del código civil para el Distrito Federal)
Las cláusulas en cuestión son:
- VIII.- La manera conforme a la cual haya de administrarse la sociedad y las facultades de los administradores;
- IX.- El nombramiento de los administradores y la designación de los que han de llevar la firma social;
- X.- La manera de hacer la distribución de las utilidades y pérdidas entre los miembros de la sociedad;
- XI.- El importe del fondo de reserva;
- XII.- Los casos en que la sociedad haya de disolverse anticipadamente, y
- XIII.- Las bases para practicar la liquidación de la sociedad y el modo de proceder a la elección de los liquidadores, cuando no hayan sido designados anticipadamente.

### Cláusulas accidentales
Como su nombre lo indica pueden estar o no en el contrato. Si los contratantes lo establecen siempre arrojaran una cláusula natural y por lo tanto se regirán de acuerdo con los términos que los contratantes hayan fijado.
Asimismo la renuncia que hacen a las cláusulas naturales o supletorias de un contrato son cláusulas accidentales, como también si se establece una pena convencional para el caso de incumplimiento de alguna de las obligaciones contenidas en el contrato para evitar la cuantificación de los daños y perjuicios causados.
También por medio de las cláusulas accidentales se pueden imponer a una de las partes obligaciones accesorias a las impuestas por la ley a un contrato típico.

### Cláusula calvo
Al constituirse la sociedad, deberá definir su posición sobre la admisión o exclusión de socios extranjeros; en caso afirmativo, y siempre que la Ley de Inversión Extranjera y la normatividad complementaria así lo autorice, deberá incorporarse en los estatutos la cláusula Calvo de admisión de extranjeros, es decir, señalar expresamente que los extranjeros que llegue a tener participación en la sociedad, al momento de su constitución o en cualquier tiempo ulterior, conviene en considerarse como nacional respecto de dicha inversión y de no invocar por lo mismo la protección de su gobierno por lo que se refiere a aquella, bajo la pena de perder su inversión o participación en beneficio de la Nación.

### Procedimientos de constitución
El Derecho Societario Mercantil ha reconocido dos procedimientos diversos para constituir una sociedad mercantil, pero la constitución pública sólo ésta autorizada para las sociedades anónimas:
- Instantáneo o simultáneo: Los socios con proyecto ya establecido acuden ante el notario o corredor público a realizar el acto de constitución y en él se destaca el hecho de que el capital social se integra con la aportación de los socios comparecientes y no necesita de participación del público. (Art. 5 LGSM)
- Pública o sucesiva: Para la integración del capital social se requiere atraer socios o inversionistas que se sumen al proyecto de los fundadores que aporten su participación pecuniaria, de modo que vayan suscribiendo paulatinamente su adhesión mediante el pago de sus aportaciones. (Art. 92-102 LGSM)

Según la Ley No.26887, Ley General de Sociedades (en adelante la Ley) una sociedad puede ser constituida mediante la denominada constitución simultánea o por constitución por oferta a terceros.

## Diversas especies de sociedades mercantiles

### Sociedad en nombre colectivo
Existe bajo una razón social, lo que distingue a este tipo de sociedad es que todos los socios responden de modo subsidiario, ilimitada y solidariamente, de todas las obligaciones sociales.
Su razón social se formará ya sea con el nombre de uno o más socios, y cuando en ella no figuren los de todos, se le añadirán las palabras "y compañía" u otras equivalentes.

### Sociedad en comandita simple
Existe bajo una razón social y se compone de uno o varios socios comanditados que responden, de manera subsidiaria, ilimitada y solidariamente, de las obligaciones sociales, y de uno o varios comanditarios que únicamente están obligados al pago de sus aportaciones´.
Su razón social se formara con los nombres de uno o más comanditados, seguidos de las palabras "y compañía" u otras equivalentes, cuando en ella no figuren los de todos. A la razón social se agregaran siempre las palabras "sociedad en comandita" o su abreviatura "S. en C.S"

### Sociedad de responsabilidad limitada
Es la que se constituye entre socios que solamente están obligados al pago de sus aportaciones, sin que las partes sociales puedan estar representadas por títulos negociables, a la orden o al portador, pues solo serán cedibles en los casos y con los requisitos que establece la presente ley.
La sociedad de responsabilidad limitada existirá bajo una denominación o bajo una razón social que se formará con el nombre de uno o más socios. La denominación o la razón social irá inmediatamente seguida de las palabras “Sociedad de Responsabilidad Limitada” o de su abreviatura “S. de R. L.”
Ninguna sociedad de responsabilidad limitada tendrá más de cincuenta socios.

### Sociedad anónima
Existe bajo una denominación y se compone exclusivamente de socios cuya obligación se limita al pago de sus acciones.La denominación se formará libremente, pero será distinta de la de cualquiera otra sociedad y al emplearse irá siempre seguida de las palabras “Sociedad Anónima” o de su abreviatura “S.A.

### Sociedad cooperativa
La  sociedad cooperativa es una forma de organización social integrada por personas físicas con base en intereses comunes y en los principios de solidaridad, esfuerzo propio y ayuda mutua, con el propósito de satisfacer necesidades individuales y colectivas, a través de la realización de 
actividades económicas de producción, distribución y consumo de bienes y servicios. 
Las sociedades cooperativas deberán observar en su funcionamiento los siguientes principios: 
I.- Libertad de asociación y retiro voluntario de los socios; 
II.- Administración democrática; 
III.- Limitación de intereses a algunas aportaciones de los socios si así se pactara; 
IV.- Distribución de los rendimientos en proporción a la participación de los socios; 
V.- Fomento de la educación cooperativa y de la educación en la economía solidaria; 
VI.- Participación en la integración cooperativa; 
VII.- Respeto al derecho individual de los socios de pertenecer a cualquier partido político o asociación 
religiosa, y 
VIII.- Promoción de la cultura ecológica.

### Asociación en participación
La asociación en participación es un contrato por el cual una persona concede a otras que le aportan bienes o servicios, una participación en las utilidades y en las pérdidas de una negociación mercantil o de una o varias operaciones de comercio. A diferencia de las otras sociedades no tiene personalidad jurídica ni razón social o denominación.

## Actividades reservadas alEstadoMexicano
Funciones reservadas exclusivamente al Estado por tratarse de áreas estratégicas.
Están reservadas de manera exclusiva al Estado, las funciones que determinan las leyes en las siguientes áreas estratégicas:
I.	Petróleo y demás hidrocarburos.
II.	Petroquímica básica.
III.	Electricidad.
IV.	Generación de energía nuclear.
V.	Minerales radioactivos.
VI.	Comunicación vía satélite.
VII.	Telégrafos.
VIII.	Radiotelegrafia.
IX.	Correos.
X.	Ferrocarriles.
XI.	Emisión de billetes.
XII.	Acuñación de moneda.
XIII.	Control, supervisión y vigilancia de los puertos, los aeropuertos y los helipuertos; y
XIV.	Las demás que señalen las disposiciones legales aplicables.
Las actividades económicas y sociedades que se mencionan a continuación, están reservadas de manera exclusiva a mexicanos o a sociedades mexicanas, con cláusulas de exclusión de extranjeros:
I.	Transporte terrestre nacional de pasajeros, turismo y carga, sin incluir los servicios de mensajería y paquetería.
II.	Comercio al por menor, de gasolina y distribución de gas licuado de petróleo.
III.	Servicios de radiodifusión así como, otros de radio y televisión, distintos de televisión de cable.
IV.	Uniones de crédito.
V.	Instituciones de banca de desarrollo, en los términos de la ley sobre materia; y
VI.	La prestación de los servicios profesionales y técnicos, que expresamente señalen las disposiciones legales aplicables.
La inversión extranjera no podrá participar en las actividades y sociedades mencionadas en el presente artículo directamente, ni a través de fideicomiso, convenios, pactos sociales o estatutarios, esquemas de piramidación, u otro mecanismo que les otorgue control o participación alguna, salvo por lo dispuesto en el Título Quinto de esta Ley.

## Transformación
La transformación es un fenómeno jurídico por medio del cual una sociedad mercantil cambia su estructura originaria por otra de las reconocidas por la legislación, sin modificar su personalidad jurídica inicial. Mantilla Molina dice que el hecho de que la sociedad conserve su personalidad significa que no hay extinción de una persona y creación de otra.[cita requerida]

## Fusión
La fusión es un procedimiento por el cual dos o más sociedades mercantiles se unen jurídicamente en una sola, ya sea que ésta esté previamente constituida o se forme una nueva.

### Antecedentes
El desarrollo histórico de la fusión ha transcurrido en tres etapas diferentes, a saber: primer movimiento: ocurre en los Estados Unidos de la primera década del siglo pasado, cuando diversas empresas horizontales se fusionaron para dominar el mercado; segundo movimiento se da en Europa en la década de los cincuenta, cuando diversas empresas se fusionan de forma vertical, con el principal objetivo de asegurarse materia prima. Por fin, el tercer movimiento se ubica en la década del neoliberalismo, los ochenta, cuando se hizo inoperante la diversificación de las empresas y florecieron las empresas que ofrecían varios bienes y servicios.

### Supuestos de la fusión
La doctrina ha establecido que existen dos supuestos para la fusión: el primero consiste en que dos o más sociedades mercantiles integren su capital social en una nueva, y el segundo, llamado también incorporación, hace referencia a que una o más sociedades se fusionen con otra que sea de creación anterior a la fusión.

### Clasificación de las fusiones
Como cualquier clasificación, la de las fusiones se puede atender a diversos criterios, a continuación mencionaremos cuales son los que tienen mayor importancia práctica y teórica.

#### Según el punto de vista del mercado
Según el punto de vista mencionado, las fusiones pueden ser de tres tipos, a saber: horizontales son las que se dan entre dos o más empresas del mismo giro, con una jerarquía del mismo nivel; verticales son las que se dan entre empresas que, a pesar de tener el mismo giro, tienen niveles jerárquicos diferentes; por último, los conglomerados se dan entre grupos de sociedades mercantiles que no tienen relación directa en su empresa.

#### Según su forma de asociarse
Este criterio de clasificación se desprende de las formas que puede adoptar la fusión mencionadas anteriormente. Así, pueden ser por integración: son las fusiones que crean una nueva sociedad, cancelando el registro de las anteriores; incorporación o absorción: por la cual no se crea un nuevo ente, sino que uno forma parte del otro.

#### Clasificación según las causas de fusión
Según Joaquín Rodríguez Rodríguez, “las causas que pueden inducir a las empresas a la fusión son de orden económico, cuando se intenta suprimir la concurrencia; técnicas, cuando se trata de complementar las actividades de ciertas empresas; financieras, que dependen de la identidad de capitales e intereses, y legales, que son resultado de una fusión efectuada por disposición de la ley.

### Inicio de los efectos de la fusión
En referencia al inicio de los efectos de la fusión se tiene como regla general que surtirá sus efectos después de tres meses (plazo establecido por el legislador con el fin de que los terceros relacionados con las sociedades ejecuten las acciones procesales conducentes) de la inscripción en el Registro Público de Comercio, pero se establecen ciertas excepciones, que son: el pacto del pago de todas las deudas de las sociedades que pretenden fusionarse; si se constituye el depósito de su importe en una institución de crédito o si constare el consentimiento de todos los acreedores. Si se da cualquiera de las excepciones mencionadas, la fusión comenzará a surtir sus efectos al momento de su inscripción en el Registro Público de Comercio; incluso el Poder Judicial Federal se ha pronunciado en este sentido.

## Escisión
Consiste en que una sociedad, que se denomina sociedad escindente, decide extinguirse y divide la totalidad o parte de su activo, pasivo y capital social en dos o más partes, que son aportadas en bloque a otras sociedades de nueva creación, denominadas escindidas. Divide su patrimonio en dos o más partes, ya sea que estas sean existentes o agregadas a una o más partes.
Así como la fusión, la escisión se clasifica según forma de escindirse, que son: por integración en la cual la sociedad escinden te divide la totalidad de su patrimonio entre dos o más sociedades de nueva creación, con lo cual se extingue, y por escisión parcial, por la cual la sociedad escinden te, que aporta un bloque de su capital social a otra u otras de nueva creación, persiste y conserva parte de su patrimonio.

## Disolución
La sociedad mercantil será disuelta cuando en presencia de cualquiera de las causas previstas en la ley o en los estatutos, inicia un proceso que culmina con su extinción como ente jurídico, previa la liquidación que de la efectos de su liquidación.

### Causas de disolución
La causa significa fundamento legal o contractual para declarar a una sociedad o por los interesados o por el juez, en estado de liquidación. Las causas de liquidación son, en suma, hechos o situaciones que dan paso a la disolución efectiva del vínculo social.
Las causas de disolución se clasifican en: ope legis y ex voluntate. En México, las causas de disolución se encuentran en el artículo 229 de la Ley General de Sociedades Mercantiles.

#### CausasOpe Legis
Son aquellas que producen sus efectos mecánicamente sin necesidad de decisión por parte de los socios o de alguna autoridad.
En la legislación mexicana, la única es: por expiración del término fijado en el contrato social.

#### CausasEx Voluntate
Son aquellas que, para que produzcan sus efectos, precisan de una declaración de voluntad por parte de los socios o de la autoridad judicial. Son las siguientes:
- Por imposibilidad de seguir realizando el objeto principal de la sociedad o por quedar éste consumado.
- Por acuerdo de los socios tomado de conformidad con el contrato social y con la ley;
- Porque el número de accionistas llegue a ser inferior al mínimo que esta ley establece, o porque las partes de interés se reúnan en una sola persona;
- Por la pérdida de las dos terceras partes del capital social.

Otra causa no mencionada específicamente en la LGSM es la quiebra o concurso mercantil.
Las sociedades de personas, en algunos casos, también se pueden extinguir por la muerte.

## Disolución de las sociedades mercantiles
Existen dos tipos de causas de disolución de las sociedades:
- Causas Open Legis.*

La disolución surte efecto de manera automática, no requieren la decisión de una autoridad, ni de los socios, solamente hay una:
1. Por espiración del término fijado en el contrato social.

- Causas Ex Voluntate.*

Contrario a la anterior, si necesitan la declaración de la voluntad de los socios, o una declaración judicial:
1. Por imposibilidad de seguir realizando el objeto principal de la sociedad o por quedar éste consumado;
2. Por acuerdo de los socios tomado de conformidad con el contrato social y con la Ley;
3. Porque el número de accionistas llegue a ser inferior al mínimo que esta Ley establece, o porque las partes de interés se reúnan en una sola persona;
4. Por la pérdida de las dos terceras partes del capital social.

En el primer caso, es suficiente el cumplimiento del término fijado para la disolución de la sociedad, en los demás casos, una vez comprobada la existencia de las causas de disolución, se debe inscribir en el Registro Público de Comercio. 
La sociedad en nombre colectivo se disuelve, por la muerte, incapacidad, exclusión o retiro de uno de los socios, o porque el contrato social se rescinda respecto a uno de ellos.

## Liquidación de las sociedades mercantiles
La liquidación está constituida por todas las operaciones posteriores a la disolución, que son necesarias y precisas para dar fin a los negocios pendientes, pagar el pasivo, cobrar los créditos y reducir a dinero todos los bienes de la sociedad, para repartirlo entre los socios. Esta pues, dura desde que la sociedad se disuelve, hasta que se hace a los socios liquidación y aplicación de los bienes. El procedimiento por el cual se da fin a la sociedad mercantil consta de tres estadios: la realización de una causa de disolución, la liquidación y la división del patrimonio social. Declara que la liquidación, stricto sensu, consiste en percibir los créditos de la compañía (liquidación del activo) y en extinguir las obligaciones contraídas, según vayan venciendo (liquidación del pasivo).
Una vez disuelta la sociedad, se pondrá en liquidación, es decir se darán cuenta de las siguientes actividades, las cuales estarán a cargo de uno a más liquidadores:
1. Concluir las operaciones sociales que hubieren quedado pendientes al tiempo de la disolución;
2. Cobrar lo que se deba a la sociedad y pagar lo que ella deba;
3. Vender los bienes de la sociedad;
4. Liquidar a cada socio su haber social;
5. Practicar el balance final de la liquidación, que deberá someterse a la discusión y aprobación de los socios, en la forma que corresponda, según la naturaleza de la sociedad. El balance final, una vez aprobado, se depositará en el Registro Público de Comercio;
6. Obtener del Registro Público de Comercio la cancelación de la inscripción del contrato social, una vez concluida la liquidación.

La liquidación se practicará con arreglo a las estipulaciones relativas del contrato social o a la resolución que tomen los socios al acordarse o reconocerse la disolución de la sociedad. A falta de dichas estipulaciones, la liquidación se practicará de conformidad con las disposiciones de la Ley General de Sociedades Mercantiles.